# Hădărăuți
Hădărăuți est une commune située au nord de la République de Moldavie, dans le raion de Ocnița, à 242 km de Chișinău. La commune compte 2055 habitants (2004) pour une surface de 34,46 km².
Hădărăuți est l'une des cités les plus anciennes de Bessarabie, on la trouve mentionnée pour la première fois dans un document de 1421. Il existe une église orthodoxe (1806), un parc (réalisé au début du XXe siècle) et une nécropole néolithique "Movila lui Balan".
À Hădărăuți sont nés l'ancien premier ministre moldave Ion Ciubuc et le politologue Oleg Serebrian, l'Ambassadeur de Moldavie en France.